# Brzosty
Brzosty (biał. Бросты) – wieś na Białorusi, położona w obwodzie grodzieńskim w rejonie grodzieńskim w sielsowiecie kopciowskim.
W latach 1921–1939 Brzosty należały do gminy Hornica w ówczesnym województwie białostockim.
Według Powszechnego Spisu Ludności z 1921 roku wieś zamieszkiwało 36 osób, wszystkie były wyznania rzymskokatolickiego i zadeklarowały polską przynależność narodową. Było tu 7 budynków mieszkalnych.